# Преступное сообщество
Преступное сообщество (преступная организация) — организованная преступная группа, созданная для совершения наиболее тяжких преступлений, либо объединение организованных преступных групп. Преступная организация является наиболее опасным видом соучастия; создание преступного сообщества или преступной организации выступает в качестве самостоятельного наказуемого вида преступной деятельности, даже если такая организация не успела ещё совершить ни одного преступного деяния. Например, в УК РФ ответственность за такое деяние предусмотрена в ст. 210. Преступное сообщество выступает формой проявления организованной преступности.

## Структурированность как признак преступного сообщества
Преступное сообщество характеризуется признаком структурированности, под которой понимается наличие строго определенного иерархического порядка построения сообщества, включая внутреннее подразделение сообщества на функциональные группы; особого порядка подбора его членов и их ответственности перед сообществом; оснащение сообщества специальными техническими средствами; наличие систем конспирации, взаимодействия и защиты от правоохранительных органов; разработка и реализация планов легализации для прикрытия преступной деятельности, жесткая дисциплина, запрет на выход из состава преступного сообщества и комплекс принимаемых к этому мер; состояние организованной группы в другом объединении и т. д.
В числе других признаков называется устойчивый, чётко спланированный и законспирированный характер деятельности, использование механизмов теневой экономики и совмещения легальной экономической деятельности с преступной, распространение влияния на определённую территорию, нейтрализация общественных институтов, осуществляющих контроль над преступностью через их коррумпирование и т. д..

## Количественный состав преступного общества
Законодательство различных стран может устанавливать минимальное число членов преступного сообщества. Так, УК Италии в ст. 416 и 4161, устанавливающих ответственность за создание объединения мафиозного типа, в качестве минимального числа членов такого объединения называет цифру 3 человека. В УК КНР 1997 года преступным сообществом также признаётся объединение трёх и более лиц, создавших устойчивую преступную группу для совместного осуществления преступлений (ч. 2 ст. 26).
В уголовном законодательстве России не называются количественные признаки преступного сообщества, минимальное число участников такого сообщества по общим правилам о соучастии может составлять два лица.

## Различия преступной организации и преступного сообщества
В теории уголовного права проводится различие между понятиями «преступная организация» и «преступное сообщество». Считается, что преступная организация имеет единую структуру, а преступное сообщество состоит из нескольких относительно независимых преступных организаций или организованных групп, объединённых общим стратегическим руководством.

## Ответственность за преступления, совершённые преступным сообществом
В мировом уголовном праве имеется тенденция к усилению ответственности за преступления, связанные с организацией и деятельностью преступного сообщества. Современный подход предполагает криминализацию участия в преступной организации, сговора и других форм неоконченной преступной деятельности.
В России преступление, совершённое преступным сообществом, квалифицируется по части и пункту статьи Уголовного кодекса, предусматривающей ответственность за совершение преступления организованной группой.